# Bructerusok
A bructerusok Germania északnyugati részében, a Lupisia és Amisia folyók közt élt ókori nép. A rómaiak ellen már Arminius idejében harcoltak. Tacitus említi egy Veleda nevű jósnőjüket. Szintén ő állítja, hogy szomszédaik, az Angrivariusok és a Chamavusok megsemmisítették őket. Ez az adat minden bizonnyal eltúlzott korabeli híreszteléseken alapul, mivel későbbi források is (idősebb Plinius, Ptolemaiosz Klaudiosz) ugyanezen a vidéken említik őket. A 4. században sokat szenvedtek Nagy Konstantin hadjárata alatt. Még a 8. században is külön törzsként említik őket, ezután frank fennhatóság alá kerültek. Nevük eredete bizonytalan, egyes kutatók szerint „fénylők”-et jelent.